# ヘリンボーン (芸能事務所)
株式会社ヘリンボーンは、日本の芸能事務所。日本芸能マネージメント事業者協会会員。主として俳優、声優、ナレーター、ラジオパーソナリティーのマネジメント及びキャスティングを行っている。大沢事務所より独立して設立。

## 所属

### 男性
| あ行 - 池村匠紀 - 石川實 - 稲田恵司 - いわいのふ健 - 岡本健太郎 - オクイシュージ か行 - 假野剛彦 - カワバタトモキ - 國府田達也 - 小林宏樹 | さ行 - 齋藤陽介 - 阪本篤 - 櫻庭裕士 - 佐藤達 - 島岡安芸和 - 島守杏典 - 壤晴彦 - 椙本滋 た行 - 高橋卓士 - 高原紳輔 - 田澤智 - タスク - 寺部智英 | な行 - 西地修哉 - 西村俊彦 - 根本博成 は行 - 八戸優 - 平川和宏 - 細見大輔 - 本間ひとし | ま行 - マーク・大喜多 - 前田峻輔 - 前田剛 - 松下哲 - 光岡湧太郎 - 峯のぼる - 宗方脩 - 宗近晴見 - 森一馬 や行 - 吉川純広 - 吉田孝 わ行 - 渡辺力 |

### 女性
| あ行 - 葵井歌菜 - 天野弘愛 - 池渕厚子 - 植野葉子 - 大平香奈 - 奥沢菜穂子 か行 - 金澤ゆかり - 喜田弥早妃 - 北西純子 - 木村はるか - 九里みほ - 越川歩 - 後東ようこ - 小西華鈴 | さ行 - 彩木香里 - 静 - 白神直子 - 春原美和 た行 - 高井真言 - 髙木優 - 貴詞いち子 - たかみざわはな - 田口りえ - 辻良江 - T'BONE - 時田穂乃華 | な行 - 中澤明日香 - 仁藤優子 は行 - 華 - 平間美貴 - 深水悠希 - 二村愛 - ほりすみこ - 本多真弓 | ま行 - 前田綾 - 松田鈴子 - 宮崎夢子 - 本橋ゆうみ |

### ナレーションのみ

#### 男性
- 丘山験
- 杉浦文紀
- 西田擁平
- 野村義男

#### 女性
- IKUKO
- 志村享子
- CHINATSU
- 法眼玲子

## 過去に所属していた俳優
- 小川ゲン
- 小川真司（在籍中に死去）
- かわのをとや（現所属：ジェイ・クリップ）
- 桜井泉（在籍中に死去）
- 田中総一郎（現所属：大沢事務所）
- バカボン鬼塚（現所属: foh piece）
- Happyだんばら（現所属: foh piece）
- 蟇目亮（在籍中に死去）
- 山川牧（現所属: foh piece）